# Hamel (Nord)
Pour les articles homonymes, voir Hamel.
Hamel est une commune française, située dans le département du Nord en région Hauts-de-France.

## Géographie

### Communes limitrophes
|                      | Estrées |        |
| Tortequesne Lécluse  | Hamel   | Arleux |
| Écourt-Saint-Quentin |         |        |

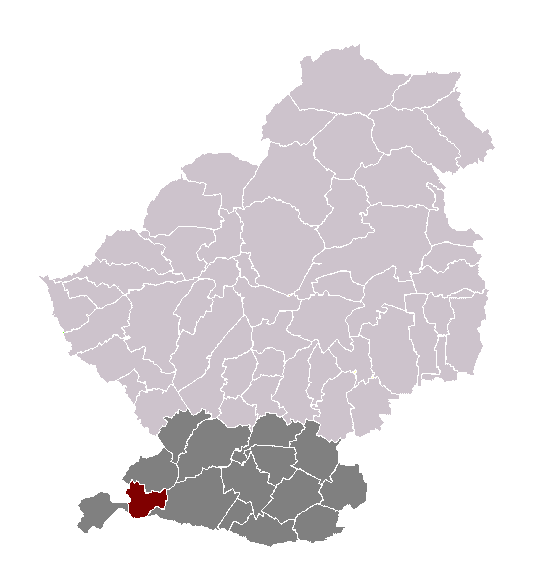
Hamel dans son canton et son arrondissement.
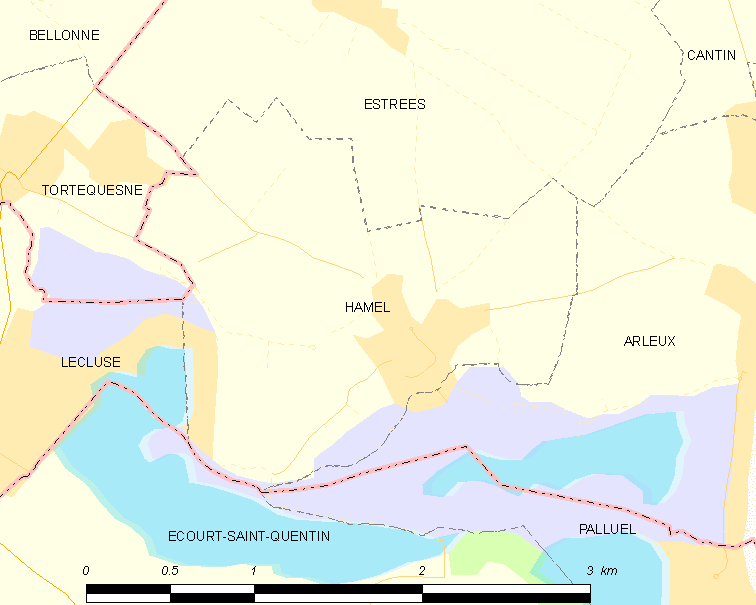
Carte de la commune.
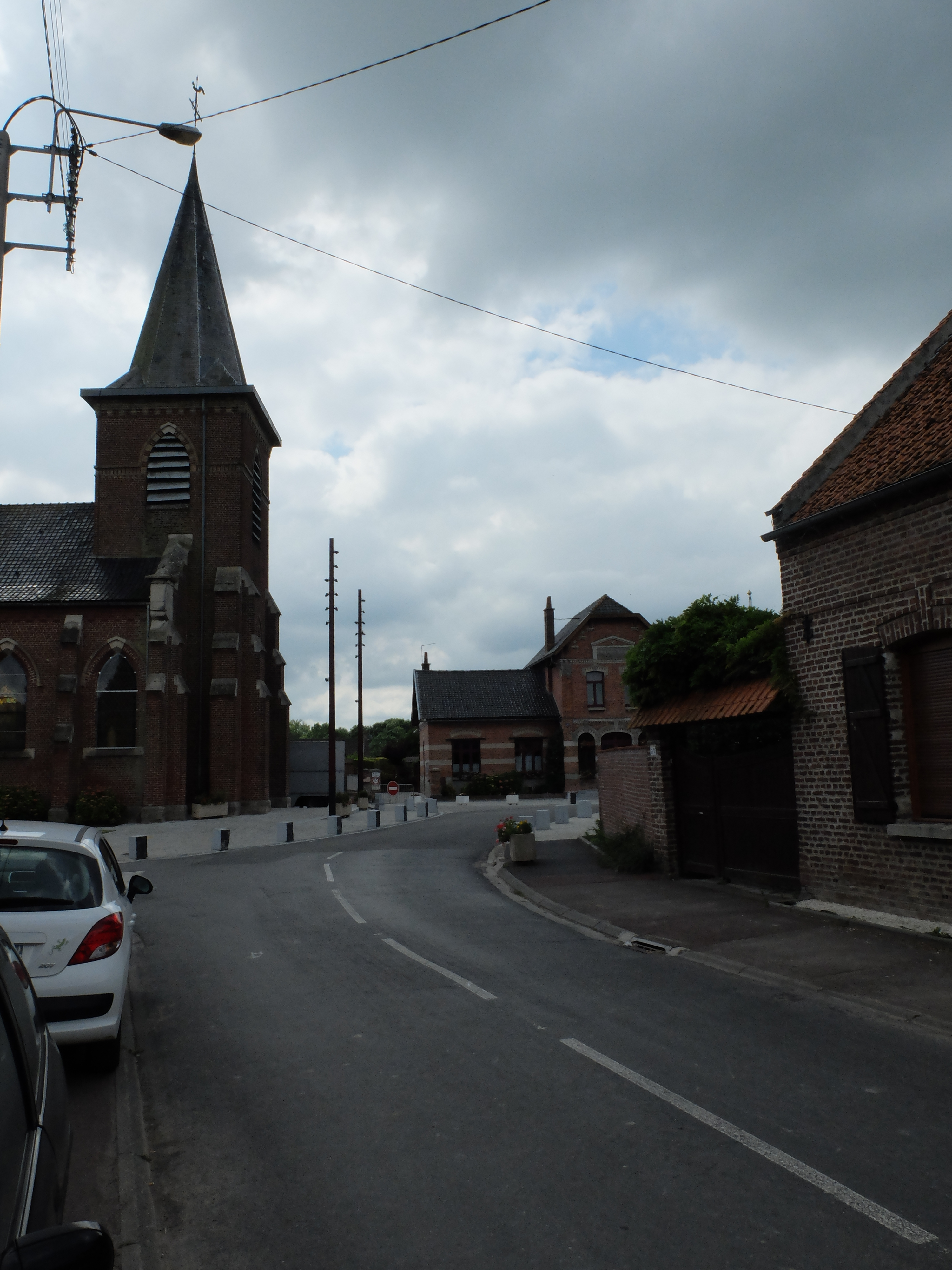
La rue François Delplanque.

### Hydrographie

#### Réseau hydrographique
La commune est située dans le bassin Artois-Picardie. Elle est drainée par la rivière  la Sensée et un autre petit cours d'eau,.

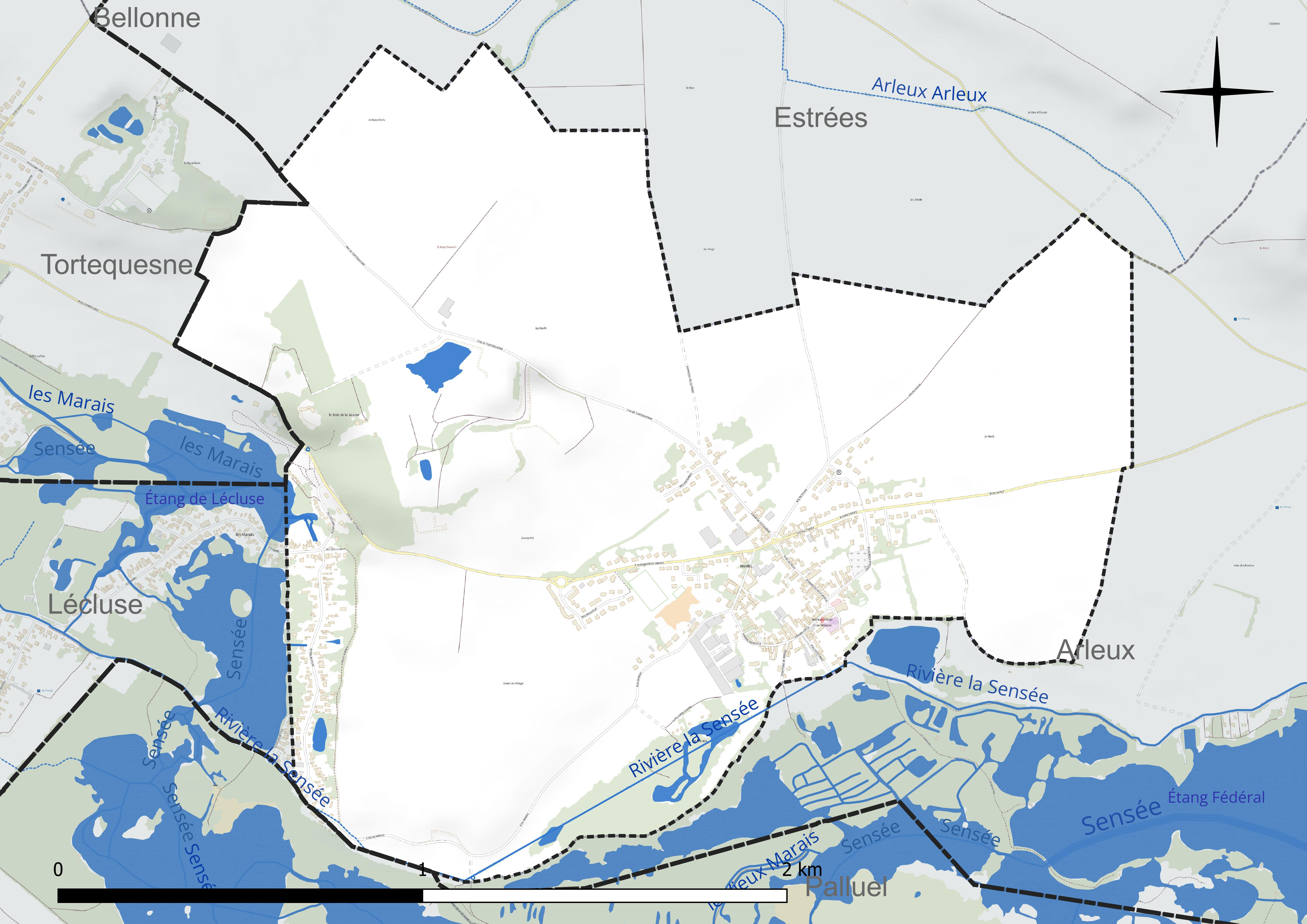
Réseau hydrographique d'Hamel.

Un plan d'eau complète le réseau hydrographique : l'étang de Lécluse, d'une superficie totale de 9,1 ha (0,4 ha sur la commune),.

#### Gestion et qualité des eaux
Le territoire communal est couvert par le schéma d'aménagement et de gestion des eaux (SAGE) « Sensée ». Ce document de planification concerne un territoire de 857 km2 de superficie, délimité par le bassin versant de la Sensée. Le périmètre a été arrêté le 14 janvier 2023 et le SAGE proprement dit a été approuvé le 21 février 2020. La structure porteuse de l'élaboration et de la mise en œuvre est le syndicat mixte Escaut et Affluents (SyMEA).
La qualité des cours d'eau peut être consultée sur un site dédié géré par les agences de l'eau et l'Agence française pour la biodiversité.

### Climat
Pour des articles plus généraux, voir Climat des Hauts-de-France et Climat du Nord.
En 2010, le climat de la commune est de type climat océanique dégradé des plaines du Centre et du Nord, selon une étude du CNRS s'appuyant sur une série de données couvrant la période 1971-2000. En 2020, Météo-France publie une typologie des climats de la France métropolitaine dans laquelle la commune est exposée à un climat océanique et est dans la région climatique  Nord-est du bassin Parisien, caractérisée par un ensoleillement médiocre, une pluviométrie moyenne régulièrement répartie au cours de l'année et un hiver froid (3 °C).
Pour la période 1971-2000, la température annuelle moyenne est de 10,4 °C, avec une amplitude thermique annuelle de 14,7 °C. Le cumul annuel moyen de précipitations est de 697 mm, avec 11,8 jours de précipitations en janvier et 9 jours en juillet. Pour la période 1991-2020, la température moyenne annuelle observée sur la station météorologique la plus proche, située sur la commune de Douai à 10 km à vol d'oiseau, est de 11,0 °C et le cumul annuel moyen de précipitations est de 729,2 mm,. Pour l'avenir, les paramètres climatiques de la commune estimés pour 2050 selon différents scénarios d'émission de gaz à effet de serre sont consultables sur un site dédié publié par Météo-France en novembre 2022.

## Urbanisme

### Typologie
Au 1er janvier 2024, Hamel est catégorisée commune rurale à habitat dispersé, selon la nouvelle grille communale de densité à sept niveaux définie par l'Insee en 2022.
Elle est située hors unité urbaine. Par ailleurs la commune fait partie de l'aire d'attraction de Douai, dont elle est une commune de la couronne,. Cette aire, qui regroupe 61 communes, est catégorisée dans les aires de 50 000 à moins de 200 000 habitants,.

### Occupation des sols
L'occupation des sols de la commune, telle qu'elle ressort de la base de données européenne d'occupation biophysique des sols Corine Land Cover (CLC), est marquée par l'importance des territoires agricoles (81,7 % en 2018), en diminution par rapport à 1990 (84,5 %). La répartition détaillée en 2018 est la suivante : 
terres arables (81,7 %), zones urbanisées (14,5 %), zones humides intérieures (3,8 %). L'évolution de l'occupation des sols de la commune et de ses infrastructures peut être observée sur les différentes représentations cartographiques du territoire : la carte de Cassini (XVIIIe siècle), la carte d'état-major (1820-1866) et les cartes ou photos aériennes de l'IGN pour la période actuelle (1950 à aujourd'hui).

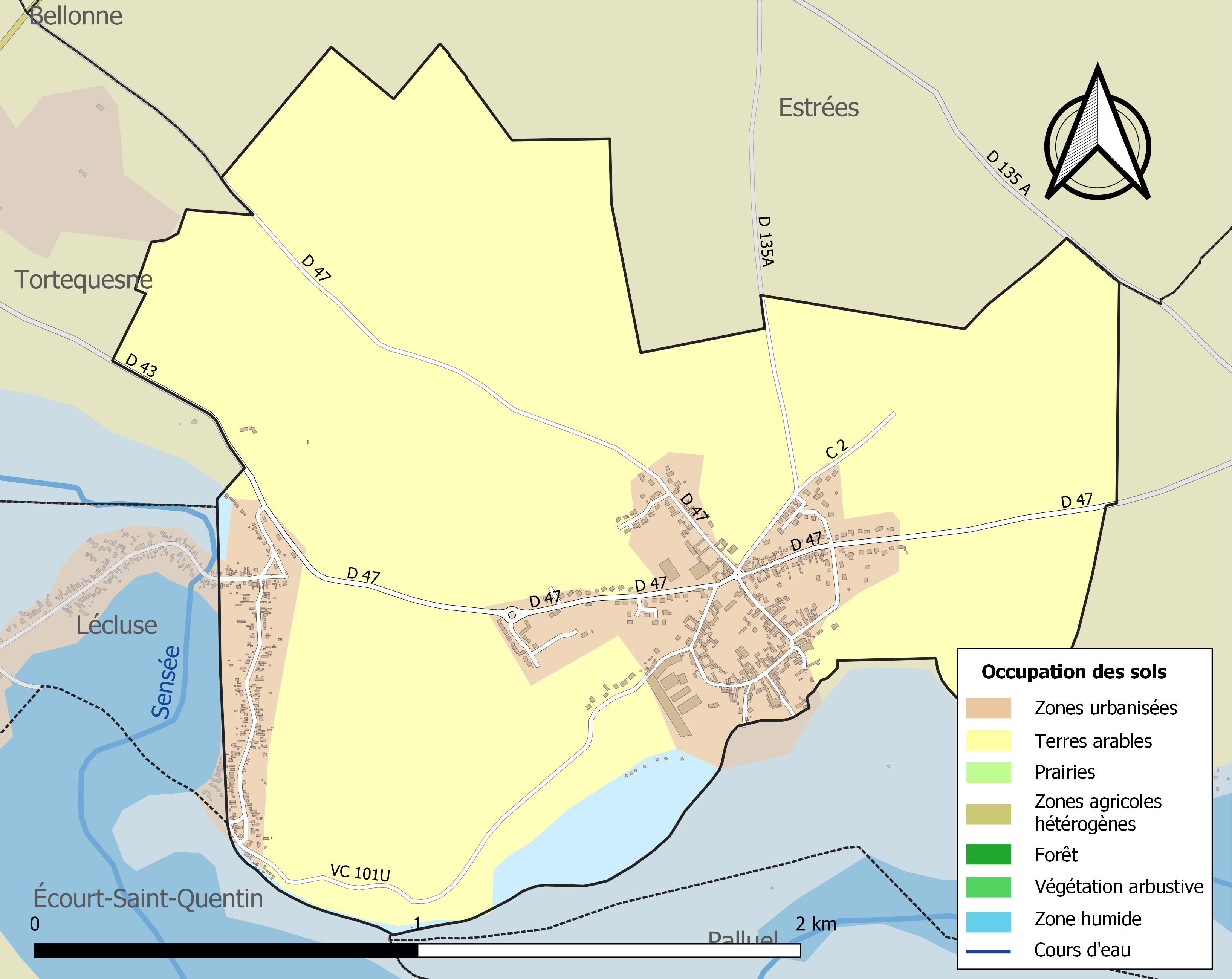
Carte des infrastructures et de l'occupation des sols de la commune en 2018 (CLC).

### Voies de communication et transports
La commune est desservie par la ligne 21 du réseau Évéole.

## Toponymie
Le nom Hamel est l'ancien singulier de hameaux[réf. nécessaire], resté dans les dialectes picard et normand. Les premiers documents connus citent Hamiel et Hamel, vers 1050.
Maurits Gysseling propose le bas-latin hamellum, diminutif du germanique hamma, langue de terre entourée d'eau, ce qui convient bien à la situation géographique du village, situé dans les marais de la Sensée.
En 1493, le village est appelé Hamel-lez-Arleux.

## Histoire

### Préhistoire et Antiquité
Dans les années 1960, des prospections de surface, entre le dolmen et la sablière située à 500 m, ont livré une abondante moisson de mobilier lithique néolithique (entre -9000 et -3300 ans), aujourd'hui entreposé au Musée de Douai, ainsi que quelques éléments du paléolithique supérieur (entre -35000 et -10000 ans).
Le dolmen, situé route de Tortequessne confirme l'occupation humaine du territoire dès la Préhistoire.
En 1996, divers tessons gallo-romains ont été remarqués dans les déblais d'exploitation du secteur sud-ouest de la sablière.

### Moyen Âge
La première mention de Hamel date de 1139 et en 1493 le village est appelé Hamel-lez-Arleux. Au début du XIe siècle, Hamel était un hameau d'Estrées au bord de la Sensée, et quelques habitants originaires d'Estrées  s'y seraient installés. En 1070, l'église est donnée au chapître Sainte-Croix de Cambrai. Au XIIIe siècle, la seigneurie appartient aux Châtelains de Douai puis, au XIVe siècle, passe à la maison Tortequesne, de Saint-Amand et de Baynast. Trois châteaux sont construits durant cette période, il n'en reste aucune trace désormais.

### Période moderne
Avant la Révolution française, Hamel est le siège d'une seigneurie.
En août 1697, par lettres données à Versailles, Charles-Hiérome (Jérôme) Durietz, chevalier, seigneur du Hamel, Hucher, Frevillers, Monts, Lassus, Zeauvis, Willerval, etc., capitaine de dragons, qui a servi plusieurs années dans différents emplois, aux sièges de Philisbourg, Frankendal, Namur, Furnes, dans les armées du Piémont, reçoit confirmation du titre de comte de la terre de Willerval. Il a hérité cette terre de son père Hiérosme Durietz, chevalier, seigneur desdits lieux, gouverneur de la ville de La Gorgue et du pays de Lallœu, et de Gertrude Le Bourgeois, sa mère, qui ont acheté la terre le 15 juillet 1676 et le 26 juillet 1679.
Un des derniers titulaires de la seigneurie a été François Dominique Joseph Dursen, écuyer, seigneur de Bielle, Hamel, époux de Marie Joachime de Bruyn. Leur fille Françoise Augustine épouse à Cambrai par contrat passé le 19 novembre 1757  Louis François Joseph d'Haffrenghes (Affringues) (1705-1760), fils de Michel Pélagie et d'Isabelle Silvie Cardon, seigneur de La Bricque (sur Mentque-Norbécourt), bourgeois de Lille, échevin de Lille.
Vers 1770, est également retrouvé Jean-Nicolas Renard, écuyer, seigneur d'Hamel, époux de Marie-Jeanne-Joseph Mahieu. Leur fils Jean-Baptiste-Marie Renard (1744-1783), baptisé à Lille le 6 juin 1744, bourgeois de Lille le 8 novembre 1771; meurt à Lille le 6 juillet 1783. Il a épousé le 16 avril 1771 à Lille Henriette-Amélie-Joseph Castelain, baptisée à Lille le 14 avril 1766, fille de Pierre-Joseph, dépositaire de la gouvernance de Lille, procureur du roi aux eaux et forêts, receveur des consignations, bourgeois de Lille et de Marie-Jacqueline-Madeleine Vanwtberghe.

### XXIesiècle
Une centrale solaire photovoltaïque doit entrer en fonctionnement en 2024 à l'ancienne sablière.

## Héraldique
|  | Les armes de Hamel se blasonnent ainsi : « De sinople au chef d'hermines. » |

## Patrimoine naturel
- Hamel ne possède pas de réserve naturelle, ni un site Natura 2000.
- Deux zones naturelles d'intérêt écologique, faunistique et floristique (ZNIEFF) sont partiellement sur le territoire de la commune: 
  - ZNIEFF 310007249 : Le complexe écologique de la Vallée de la Sensée
  - ZNIEFF 310007251 : Marais d'Arleux, de Palluel, de Saudemont, d'Ecourt Saint-Quentin, de Rumaucourt et d'Oisy-le-Verger[21].

### Sablière d'Hamel
La commune abrite une sablière (carrière de sable) où vivent d'importantes populations d'hyménoptères sauvages fouisseurs favorisées par la présence de grandes surfaces de sable et l'absence d'insecticides.
Certains fronts de taille mis au jour par l'exploitant de la sablière ont permis l'installation et la prospérité d'environ 50 espèces hyménoptères. Celles-ci sont dites sabulicoles car elles nidifient dans les talus sableux créés par l'exploitation.
Afin de tenir compte de ces observations récentes, de l'originalité patrimoniale que représentent ses colonies hyménoptères aculéates (principalement abeilles psammophiles, dont certains taxons sont protégés en Belgique) et des fortes potentialités qu'offre le site, l'exploitant, STB Matériaux, a modifié le projet de remise en état du site afin de préserver ces espèces ainsi que leur milieu de vie.
La commune d'Hamel, propriétaire des terrains, est partie prenante dans le projet, la commune souhaitant que la carrière devienne, après la fin d'exploitation prévue dans quelques années, une Zone naturelle d'intérêt écologique, faunistique et floristique (ZNIEFF) prolongeant les ZNIEFF de type 1 et de type 2 de la vallée de la Sensée situées à proximité. La Communauté d'agglomération du Douaisis a identifié le site à l'échelle communautaire comme l'un des cœurs de nature de la Trame verte et bleue communautaire.
La démarche de préservation intègre notamment des réseaux de spécialistes comme l'Observatoire des Abeilles et la Société Entomologique du Nord de la France pour l'identification des espèces du site, ainsi que l'Établissement Public Foncier (conseil en ingénierie écologique) et le Département du Nord (gestionnaire pressenti pour l'après remise en état de la sablière).
Pour cette démarche, l'exploitant de la sablière a reçu, le 31 mai 2013, le 1er Prix Développement Durable 2013 de l'Union Nationale des Producteurs de Granulats. Le site d'Hamel et la préservation des hyménoptères du site font partie intégrante des Engagements Stratégie Nationale Biodiversité déposé par l'exploitant auprès du Ministère de l'Écologie le 15 juin 2013.

## Politique et administration

### Tendances politiques et résultats
Lors du premier tour des élections municipales le 15 mars 2020, quinze sièges sont à pourvoir ; on dénombre 635 inscrits, dont 332 votants (52,28 %), 3 votes blancs (0,58 %) et 319 suffrages exprimés (96,08 %). Tous les sièges sont pourvus dès le premier tour, ce qui inclut le maire sortant Jean-Luc Hallé qui obtient 270 voix,.

### Liste des maires
Maire de 1802 à 1807 : F. Cambray,.

Maire en 1881 : Jacques Vallez.
| Identité                                     | Période | Période                               | Durée  | Étiquette                                 |
| Identité                                     | Début   | Fin                                   | Durée  | Étiquette                                 |
| -------------------------------------------- | ------- | ------------------------------------- | ------ | ----------------------------------------- |
| André Hallé (d) (21 mars 1924 - 3 juin 1982) | 1965    | 3 juin 1982 (mort en cours de mandat) | 17 ans |                                           |
| Jean-Luc Hallé (d) (né le 4 mars 1946)       | 1982    | En cours                              | 43 ans | Le Mouvement de la ruralité divers gauche |

## Population et société

### Démographie

#### Évolution démographique
L'évolution du nombre d'habitants est connue à travers les recensements de la population effectués dans la commune depuis 1793. Pour les communes de moins de 10 000 habitants, une enquête de recensement portant sur toute la population est réalisée tous les cinq ans, les populations de référence des années intermédiaires étant quant à elles estimées par interpolation ou extrapolation. Pour la commune, le premier recensement exhaustif entrant dans le cadre du nouveau dispositif a été réalisé en 2008.

En 2022, la commune comptait 786 habitants, en évolution de +1,03 % par rapport à 2016 (Nord : +0,51 %, France hors Mayotte : +2,11 %).
| 1793 | 1800 | 1806 | 1821 | 1831 | 1836 | 1841 | 1846 | 1851 |
| ---- | ---- | ---- | ---- | ---- | ---- | ---- | ---- | ---- |
| 424  | 434  | 495  | 552  | 541  | 550  | 575  | 543  | 484  |

| 1856 | 1861 | 1866 | 1872 | 1876 | 1881 | 1886 | 1891 | 1896 |
| ---- | ---- | ---- | ---- | ---- | ---- | ---- | ---- | ---- |
| 462  | 480  | 477  | 468  | 422  | 437  | 427  | 421  | 420  |

| 1901 | 1906 | 1911 | 1921 | 1926 | 1931 | 1936 | 1946 | 1954 |
| ---- | ---- | ---- | ---- | ---- | ---- | ---- | ---- | ---- |
| 411  | 389  | 400  | 338  | 346  | 333  | 329  | 333  | 353  |

| 1962 | 1968 | 1975 | 1982 | 1990 | 1999 | 2006 | 2008 | 2013 |
| ---- | ---- | ---- | ---- | ---- | ---- | ---- | ---- | ---- |
| 361  | 410  | 430  | 577  | 669  | 738  | 742  | 743  | 785  |

| 2018 | 2022 | - | - | - | - | - | - | - |
| ---- | ---- | - | - | - | - | - | - | - |
| 793  | 786  | - | - | - | - | - | - | - |

#### Pyramide des âges
En 2018, le taux de personnes d'un âge inférieur à 30 ans s'élève à 28,3 %, soit en dessous de la moyenne départementale (39,5 %). À l'inverse, le taux de personnes d'âge supérieur à 60 ans est de 30,7 % la même année, alors qu'il est de 22,5 % au niveau départemental.
En 2018, la commune comptait 395 hommes pour 398 femmes, soit un taux de 50,19 % de femmes, légèrement inférieur au taux départemental (51,77 %).
Les pyramides des âges de la commune et du département s'établissent comme suit.
| Hommes | Classe d’âge | Femmes |
| ------ | ------------ | ------ |
| 0,3    | 90 ou +      | 0,3    |
| 4,6    | 75-89 ans    | 6,8    |
| 25,1   | 60-74 ans    | 24,6   |
| 22,5   | 45-59 ans    | 26,6   |
| 16,2   | 30-44 ans    | 16,3   |
| 17,0   | 15-29 ans    | 11,3   |
| 14,4   | 0-14 ans     | 14,1   |

| Hommes | Classe d’âge | Femmes |
| ------ | ------------ | ------ |
| 0,5    | 90 ou +      | 1,4    |
| 5,3    | 75-89 ans    | 8,1    |
| 14,8   | 60-74 ans    | 16,2   |
| 19,1   | 45-59 ans    | 18,4   |
| 19,5   | 30-44 ans    | 18,7   |
| 20,7   | 15-29 ans    | 19,1   |
| 20,2   | 0-14 ans     | 18     |

## Lieux et monuments

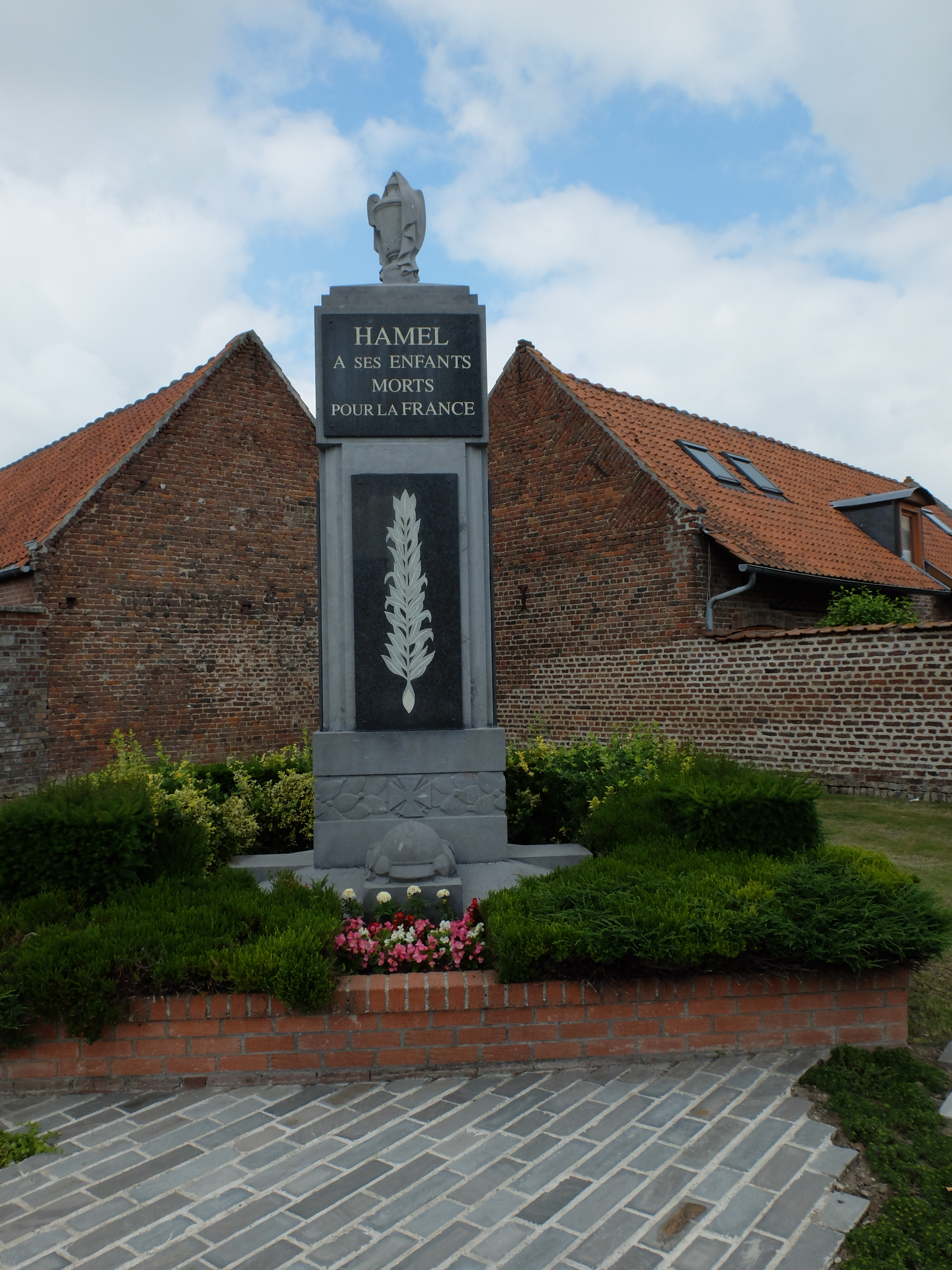
Le monument aux morts.

- L'église Saint-Sarre. L'église du XVIIIe siècle est détruite durant la Première Guerre Mondiale. Elle est reconstruite à partir de 1925[16].
- La chapelle Notre-Dame de Bonsecours.
- La croix armorié des seigneurs de Hamel, classée Monument Historique.
- Le monument aux morts.
- Le dolmen du Bois, dit “la Pierre Chavatte”, classé Monument Historique[38].

## Personnalités liées à la commune
- Régis Poulain, premier basson solo de l'Orchestre national de France et professeur au Conservatoire à rayonnement régional de Rueil-Malmaison

## Pour approfondir